# حلقه ازدواج (فیلم ۱۹۴۴)
«حلقه ازدواج» (چکی: Prstýnek) فیلم کمدی به کارگردانی مارتین فریچ و محصول چکسلواکی است که در ۱۹۴۴ میلادی منتشر شد.